# Парасанг
Парасанг, Фарсах (парасанга, фарсанг, фарсаг, санг, таш, їгач, перська миля, (перс. فرسنگ, араб. فرسخ, грец. παρασγγης) — перська міра довжини; зазвичай відстань, яку проходить караван до чергового відпочинку, привалу або, інакше, відстань, яку можна пройти пішки за годину.
1 фарсах = 12000 кадамів = 30 стадіям = 150 танабів = 1/4 барида.
розрізняють:
- Фарсах перський  = 5549 м.
- Фарсах давньоєгипетський (парасанг) = 1/9 шема = 6980 м.
- Фарсах середньоазійський  (санг)[1]. У XIX столітті звичайно 8 верст = 8534,25 м.